# Vicente Palacio Atard
Vicente Palacio Atard (Bilbao, 2 de gener de 1920 – Madrid, 15 d'octubre de 2013) va ser un historiador i catedràtic espanyol, acadèmic de la Reial Acadèmia de la Història.

## Biografia
Nascut en Bilbao el 2 de gener de 1920, la seva tesi doctoral versà sobre El Tercer Pacte de Família entre Espanya i França. Va ser catedràtic d'Història Contemporània de la Universitat Complutense. Elegit acadèmic de la Reial Acadèmia de la Història el 27 de març de 1986 amb la medalla n. 35, va ocupar el càrrec des de la seva presa de possessió el 24 de gener de 1988 fins a la seva mort, que se va produir el 15 d'octubre de 2013 a Madrid a l'edat de 93 anys. Deixeble de Cayetano Alcázar Molina, Palacio Atard ha estat qualificat com a tradicionalista i nacionalcatòlic.
ntre les seves obres més destacades es troben títols com Carlos III: rey de los ilustrados, La España del siglo XVII: el siglo de las reformas i Los españoles de la Ilustración.